# ¿Dónde estás, querido general?
¿Dónde estás, querido general? (Hangul: 그리운 장군님 불후의 고전적명작 《어디에 계십니까 그리운 장군님) (romanización McCune-Reischauer: bulhuui gojeonjeogmyeongjag 《eodie gyesibnikka geuliun jang-gunnim》) es una canción de ópera norcoreana escrita por Kim Jong Il para la ópera revolucionaria Historia de una enfermera.
En la ópera Una verdadera hija del Partido, la canción es el tema principal y tiene un papel importante en el esclarecimiento de la ideología del tema de la ópera, revelando el núcleo ideológico y mental de la protagonista.
Es considerada la canción más popular de Corea del Norte y se escucha en diferentes eventos públicos.